# San Marino az 1984. évi téli olimpiai játékokon
San Marino a jugoszláviai Szarajevóban megrendezett 1984. évi téli olimpiai játékok egyik részt vevő nemzete volt. Az országot az olimpián 2 sportágban 3 sportoló képviselte, akik érmet nem szereztek.

## Alpesisí
Férfi
| Versenyző          | Versenyszám      | 1. futam      | 1. futam      | 2. futam      | 2. futam      | Összesítés | Összesítés |
| Versenyző          | Versenyszám      | Idő           | Hely.         | Idő           | Hely.         | Idő        | Helyezés   |
| ------------------ | ---------------- | ------------- | ------------- | ------------- | ------------- | ---------- | ---------- |
| Christian Bollini  | Óriás-műlesiklás | nem ért célba | nem ért célba | kiesett       | kiesett       | kiesett    | kiesett    |
| Christian Bollini  | Műlesiklás       | 1:23,50       | 62.           | 1:16,54       | 41.           | 2:40,04    | 43.        |
| Francesco Cardelli | Óriás-műlesiklás | 1:49,00       | 69.           | nem ért célba | nem ért célba | kiesett    | kiesett    |
| Francesco Cardelli | Műlesiklás       | 1:17,67       | 59.           | 1:16,06       | 40.           | 2:33,73    | 40.        |

## Sífutás
| Versenyző          | Versenyszám | Eredmény  | Helyezés |
| ------------------ | ----------- | --------- | -------- |
| Andrea Sammaritani | 15 km       | 1:03:05,3 | 82.      |
| Andrea Sammaritani | 30 km       | 2:26:55,9 | 69.      |